# Венсан Енгел
Венсан Енгел (на френски: Vincent Engel) е белгийски френскоговорещ литературен критик, драматург и писател на произведения в жанра социална драма, исторически роман, детска литература и документалистика. Писал е и под псевдонима Баптист Морган (Baptiste Morgan). Той е доктор по философия и е професор по френска литература в Католическия университет в Лувен и по история на идеите във Висшия институт за социални комуникации, Брюксел.

## Биография и творчество
Венсан Енгел е роден на 20 септември 1963 г. в Юкел, Белгия.
Започва литературната си кариера през 1993 г. с публикуването на сборника с разкази „Легенди в очакване“ в Квебек. Първият му роман „Един ден ще се съмне“ е издаден през 1995 г. След това публикува и два романа под псевдонима Баптист Морган – „Забравеният живот“ (1998), „Моят съсед, това е някой“ (2002). Под същото име се появява и героят му в романа „Отсъстващият“ от 2006 г.
Романът му „Завръщане в Монтекиаро“ от 2001 г. има голям успех и няколко награди, включително наградата на книжарите и наградата „Виктор Росел“. Историческата проблематика е неделима от неговите произведения, както в романа „Забравете Адам Уайнбъргър“ от 2000 г. От 2015 г. започва да пише за деца с романа „И в гората, аз видях“.
Венсан Енгел е автор на многобройни романи, разкази, новели, драми и есета. Той е политически колумнист на вестник „Соар“ (с колона на тема „вътрешни врагове на демокрацията“) и на Белгийските радио и телевизия на френскоезичната общност. Бил е докторант на Ели Визел. Изследователските му интереси са свързани с механизмите на паметта и приемствеността, историята на XX век, както и отношенията между идеология и литература. През 2020 г. публикува есето „Желанието за памет: против инструментализацията на Холокоста“, в което твърди, че в наши дни задължението да помним следва да се превърне в желание да помним, за да не бъде допускана появата на нови геноциди.
Романът му „Старците вече не говорят“ е първата му книга, публикувана на български език. Той е дистопичен роман, в който чрез героите си представя проблемите на едно егоистично и индивидуално съвременно общество, породени от икономическите кризи, пандемиите, застаряването на населението, постепенното изчезване на солидарността между хората, експанзията на методите на полицейската държава и диктатурата в период на всеобща нестабилност.
През декември 1999 г. е сред член-учредителите на Общество на писателите на френската общност в Белгия и е един от инициаторите на Carta Academica, колектив от белгийски, френскоговорещи и холандскоговорещи академици, които решават да се намесят в обществения дебат.
Венсан Енгел живее със семейството си в Брюксел.

## Произведения

### Самостоятелни романи
- Un jour, ce sera l’aube (1995)[1][2]
- La vie oubliée. Nature morte IV (1998) – като Баптист Морган
- Oubliez Adam Weinberger (2000)
- Retour à Montechiarro (2001) – награда „Виктор Росел“
- Vae victis (2006)
- Mon voisin, c'est quelqu'un (2002) – като Баптист Морган
- Requiem vénitien (2003)
- Les Angéliques (2004)
- Les Absentes (2006)
- Le don de Mala-Léa : David Susskind : l'itinéraire d'un Mensch (2006) – романизирана биография на Давид Съскинд
- La peur du paradis (2009)
- Le mariage de Dominique Hardenne (2010) – награда „Берхайм“
- Les Diaboliques (2014)
- Et dans la forêt, j'ai vu (2015) – за деца
- Le Miroir des illusions (2016)
- Maramisa (2018)
- Les vieux ne parlent plus (2020)
Старците вече не говорят, изд. „СОНМ“ (2022), прев. Тодорка Минева

### Сборници
- Légendes en attente (1993) – награда „Франц де Вевер“[1][2]
- La guerre est quotidienne (1999)
- Amour, j'écris ton nom, 23 auteurs belges colorient leur plume (2006)
- Nous sommes tous des faits divers (2013)

### Пиеси
- Alessandro (2006)
- Alma Viva (2017) – за Вивалди[2]